# Accattone – Wer nie sein Brot mit Tränen aß

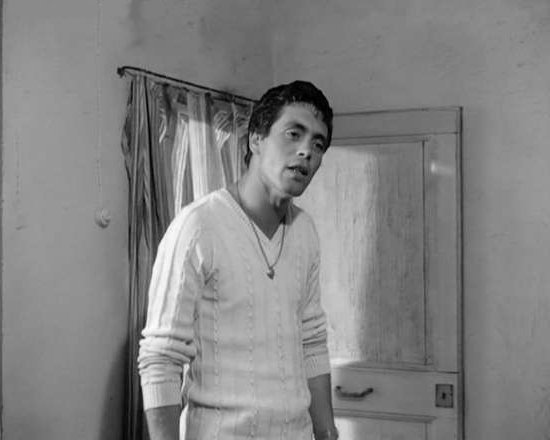
Franco Citti in Accattone

Accattone (deutsch: Accattone – Wer nie sein Brot mit Tränen aß, fälschlich oft Accatone) ist ein italienischer Spielfilm aus dem Jahr 1961. Er ist die erste Regiearbeit von Pier Paolo Pasolini. Die Handlung spielt unter armen Leuten in einer heruntergekommenen Vorstadt von Rom. Die Schauspieler sind Laien, die aus dem Milieu stammen, das im Film dargestellt wird. Am Drehbuch haben sie (insbesondere Hauptdarsteller Franco Citti) großen Anteil. Zentraler Drehort ist die Via Fanfulla da Lodi im Pigneto-Viertel und weitere Orte in der östlichen Peripherie von Rom.

## Handlung
Vittorio Cataldi, genannt „Accattone“ („Bettler“ oder „Schmarotzer“), lebt in einer heruntergekommenen Vorstadt Roms. Nachdem er Frau und Sohn verlassen hat, verdient er als Zuhälter sein Geld. Tagsüber hängt er die meiste Zeit mit seinen Freunden herum, die dem gleichen Gewerbe nachgehen. Die Clique verbringt die Zeit mit Herumsitzen, Kartenspielen und sinnlosen Wetten.
Als Accattones einzige Hure, Maddalena, von einem Motorrad angefahren wird, zwingt er sie, trotzdem zu arbeiten. In dieser Nacht wird sie von einer konkurrierenden Bande aus Neapel zusammengeschlagen aus Rache dafür, dass sie ihren vorherigen Zuhälter Nero Ciccio, den Freund des Anführers der Neapolitaner Salvatore, ins Gefängnis gebracht hat.
Aus Angst vor der Rache der Neapolitaner beschuldigt Maddalena Cartagine und Balilla, zwei Freunde Accattones, die mit dem Vorfall nichts zu tun haben. Wegen Verleumdung kommt sie ins Gefängnis und Accattone ist nun ohne Einkünfte. Er versucht, wieder bei seiner Ex-Frau Ascenza unterzukommen. Diese hat für ihn jedoch nicht mehr übrig als: „Sieh zu, wie du allein fertig wirst!“ Schwager und Schwiegervater verjagen ihn. Accattone ist völlig am Ende. Für eine warme Mahlzeit hintergeht er seine Freunde.
Da begegnet er Stella, einer Arbeitskollegin von Ascenza. Sie scheint nicht in diese Welt zu passen, so unerfahren und anständig ist sie. Für sie stiehlt er seinem kleinen Sohn Iaio die Halskette. Mit dem Erlös stattet er Stella mit neuen Schuhen und einer Kette aus. Das unschuldige Mädchen verliebt sich in ihn.
Als er erfährt, dass ihre Mutter eine Hure war, schickt er auch Stella auf den Strich. Als dieser Versuch scheitert, will Accattone sein Leben ändern. Sein Bruder Sabino vermittelt ihm Arbeit. Schon nach einem Tag merkt Accattone, dass er nicht fürs Arbeiten geschaffen ist. Nachts quält ihn ein Alptraum, in dem er die Leichen der Neapolitaner halb beerdigt sieht. Seine Freunde gehen zu seiner eigenen Beerdigung, zu der ihm selbst der Zutritt verweigert wird.
Am nächsten Tag geht er zu Balilla, dem Chef einer Diebesbande, und bietet seine Dienste an. Zusammen mit Cartagine durchziehen die beiden Rom, Ausschau haltend nach einer Beute. Da Maddalena Accattone angezeigt hat, nachdem sie von Stella erfahren hatte, werden die drei von der Polizei beobachtet. Nach erfolgtem Diebstahl greift die Polizei zu. Accattone stiehlt ein Motorrad und flieht. Verfolgt von der Polizei, dem Besitzer des Motorrads und Passanten, stößt er mit einem Lastwagen zusammen. Während er sterbend am Straßenrand liegt, sind seine letzten Worte: „Jetzt geht's mir besser“ („Mo' sto bene“). Als letzten Dienst schlägt Balilla mit gefesselten Händen ein Kreuz für Accattone.

## Weitere Darsteller
Accattones Freunde
- Luciano Conti: Giorgio
Il Moicano (Der Mohikaner)
- Piero Morgia: Pio
- Giovanni Orgitano: Fulvio
Lo Scucchia (Das Kinn)
- Leonardo Muraglia: Mammoletto
- Renato Capogna: Renato Il Capogna
- Roberto Giovannoni: Il Tedesco (der Deutsche)
- Alfredo Leggi: Papo Hirmedo Pupo biondo
- Galeazzo Riccardi: Il Cipolla/Cipo
- Mario Cipriani: Balilla, Chef der Diebe
- Roberto Scaringella: Cartagine, einer der Diebe
- Giuseppe Ristagno: Peppe il folle
- Franco Marucci: Franco Amerigo
- Carlo Sardoni: Carlo

die Neapolitaner
- Umberto Bevilacqua: Salvatore Pagliuca
Anführer der Neapolitaner
- Amerigo Bevilacqua: Amerigo Ubertino
- Sergio Fioravanti: Gennaro „Gennarino“
 (in der dt. Fassung „Gennario“)
- Dino Frondi: Dino
- Franco Bevilacqua: Franco
- Mario Castiglione: Mario
- Tommaso Nuovo: Tommaso

andere Rollen
- Silvio Citti: Sabino, Bruder von Accattone
- Danilo Alleva: Iaio, Sohn von Accattone
- Romolo Orazi: Schwiegervater von Accattone
- Massimo Cacciafeste: Giovanni
Schwager von Accattone
- Emanuele di Bari: Signor Pietro
Arbeitgeber von Accattone
- Stefano D’Arrigo: Untersuchungsrichter
- Mario Guerani: Kommissar
- Enrico Fioravanti: erster Polizist
- Enrico Russo: zweiter Polizist
- Elsa Morante: Alina
Mitgefangene von Maddalena
- Adriano Mazzelli: Kunde von Amore
- Adriana Moneta: Margheritona
- Francesco Orazi: Priester
- Polidor: Totengräber
- Sergio Citti: Kellner
- Edgardo Siroli: Farlocco
- Renato Terra: Farlocco
- Gabriele Baldini

## Synchronisation
Die deutsche Synchronbearbeitung entstand 1963 bei Neue Filmform von Heiner Braun im Tonstudio Linnebach. Das Synchronbuch verfasste Eberhard Storeck, Synchronregie führte Ingeborg Grunewald.
| Rolle     | Darsteller          | Synchronsprecher   |
| --------- | ------------------- | ------------------ |
| Accattone | Franco Citti        | Klaus Kindler      |
| Maddalena | Silvana Corsini     | Rosemarie Fendel   |
| Ascenza   | Paola Guidi         | Ingeborg Grunewald |
| Balilla   | Mario Cipriani      | Klaus Havenstein   |
| Cartagine | Roberto Scaringella | Hans Clarin        |

## Deutscher Titel
Der deutsche Nebentitel „Wer nie sein Brot mit Tränen aß“ ist ein Zitat aus Wilhelm Meisters Lehrjahre von Johann Wolfgang von Goethe:

„Wer nie sein Brot mit Tränen aß,
Wer nie die kummervollen Nächte
Auf seinem Bette weinend saß,
Der kennt euch nicht,
ihr himmlischen Mächte.“

## Bemerkungen
Der Film verursachte sogleich einen Skandal. Die Altersgrenze wurde auf 18 festgelegt. Viele italienische Kinos weigerten sich, ihn zu zeigen, Kinozeitschriften schwiegen ihn tot. Besonders in Rom zeigte sich Widerstand. Kinos wurden von rechtsgerichteten Jugendlichen gestürmt.
Nicht nur das in diesem Film aufgezeigte Elend vor den Toren der Metropolen verursachte Verärgerung, sondern auch die sakrale Inszenierung, die durch die Musik Johann Sebastian Bachs noch unterstrichen wurde. Der Kinokritiker Sandro Petraglia nannte Accattone einen „anarchischen Christus“ („cristo anarchico“).
Pasolinis eigener Kommentar: „Eine hoffnungslose Tragödie, weshalb ich mir wünsche, dass nur wenige Zuschauer in der Bekreuzigung am Ende des Films ein Zeichen der Hoffnung sehen werden.“ („Una tragedia senza speranza, perché mi auguro che pochi saranno gli spettatori che vedranno un significato di speranza nel segno della croce con cui il film si chiude.“)
Erst durch die internationale Anerkennung wurde der Film auch in Italien salonfähig. 1962 errang der Film auf dem Internationalen Filmfestival von Karlsbad (damals Tschechoslowakei) den ersten Preis für die Regie. Hauptdarsteller Franco Citti wurde 1963 beim „British Academy Film Award“ in der Kategorie „Bester ausländischer Schauspieler“ nominiert.

## Kritiken
„Ein Meisterwerk des italienischen Films, das durch die Aufrichtigkeit der gesellschaftlichen Beobachtung überzeugt. Die naturalistischen Bilder aus der Welt des Subproletariats fügen sich jedoch über ihre Wirklichkeitsnähe hinaus zu einer modernen Passionsgeschichte, die in ihrer Verbindung von Detailtreue und utopischer Erlösungssehnsucht beeindruckt. Ein Film voller sinnlicher Kraft und gedanklicher Tiefe.“

„Ein italienischer Film, der mit beachtlichen künstlerischen Mitteln um Gerechtigkeit für die Verachteten plädiert. Eine Geschichte aus dem römischen Zuhälter- und Dirnenmilieu als Elegie auf Menschen, die ihr Leben stumpf vergeuden. Ab 18.“

„Abrupte Schauplatzwechsel, wilde Achsensprünge gewinnen in Pasolinis Handhabung eine Kraft der Überrumpelung. Nicht der Zuschauer wird überfahren, sondern das dem italienischen Film seinerzeit beliebte Bild vom familiären Realismus, der sich immer noch Neo-Realismus wähnte.“